# Gerda: A Flame in Winter
Gerda: A Flame in Winter — приключенческая игра, разработанная датской студией PortaPlay и выпущенная компанией Don’t Nod 1 сентября 2022 года для Windows и Nintendo Switch.

## Сюжет
Действие игры происходит в Дании во время Второй мировой войны. Протагонистка игры — медсестра.

## Разработка и выпуск
Gerda: A Flame in Winter была анонсирована на выставке Nintendo Indie World 15 декабря 2021 года. В мае 2022 разработчики сообщили, что игра выйдет 1 сентября 2022 года. Релиз состоялся 1 сентября 2022 года на Windows и Nintendo Switch.

## Отзывы критиков
| Сводный рейтинг       | Сводный рейтинг             |
| Агрегатор             | Оценка                      |
| --------------------- | --------------------------- |
| Metacritic            | 82/100 (PC) 80/100 (Switch) |
| OpenCritic            | 82/100                      |
| Иноязычные издания    |                             |
| Издание               | Оценка                      |
| RPGFan                | 84/100                      |
| Русскоязычные издания |                             |
| Издание               | Оценка                      |
| Виртуальные радости   | 8,5/10                      |

Gerda: A Flame in Winter получила положительные отзывы, согласно агрегатору рецензий Metacritic.
Российский сайт «Виртуальные радости» порадовала нелинейность, сюжет, прописанные персонажи, механика репутации, приятная графика и историческая достоверность. Абрахам Кобылански из RPGFan, напротив, посчитал систему доверия неудобной, а также раскритиковал вторую половину игры за поспешный темп.